# Эллисон, Валентин Александрович
Валентин Александрович Эллисон (1880 — ?) — российский и советский инженер, один из основоположников государственного пожарного надзора в СССР.

## Биография
В 1909 году был назначен брандмейстером (то есть, начальником) пожарной команды Санкт-Петербургского торгового порта. С 1917 года — начальник пожарной команды Архангельского порта.
В мае 1918 года возглавил создание опытной пожарной станции в имении «Ульянка» под Петербургом на базе пожарной части, устроенной бывшим владельцем усадьбы графом А. Д. Шереметевым. Осенью 1918 года был назначен преподавателем пожарной профилактики на курсах красных брандмейстеров при Петроградском пожарно-техническом училище, позднее вёл курс пожарной тактики в Петроградском пожарно-техническом институте.
С 1924 года преподавал пожарную профилактику в Ленинградском пожарном техникуме. В том же году стал ответственным редактором нового журнала «Пожарная техника».
В 1926 году сформулировал актуальные и в настоящее время задачи пожарной инспекции, среди которых было установление квалифицированного общего надзора за соблюдением пожарной безопасности, разработка пожарно-технических норм и правил, проведение исследований с целью классификации различных материалов с точки зрения пожароопасности и другие. В 1931 году выпустил двухтомный учебник «Пожарная профилактика в изложении применительно к курсу Пожарного техникума», ставший основополагающим трудом для соответствующей дисциплины.
С 1932 года — аспирант Научно-исследовательского института коммунального хозяйства (НИИКХ). С 1934 года работал в Научно-исследовательском институте гражданского строительства.
В конце 1930-х годов репрессирован.